# Mi de l'Altar c
Mi de l'Altar c (Mi Arae c, μ Ara), també anomenat HD 160691 c, és un planeta extrasolar que orbita al voltant de l'estrella subgegant groga Mi de l'Altar. Està situada a 49,8 anys llum de distància a la Terra, a la constel·lació de l'Altar. Forma part d'un sistema planetari, amb 3 companys més, dels quals, va ser el tercer a descobrir-se, i és el primer quant a distància al seu estel.

## Descobriment
Aquest planeta extrasolar va ser descobert el 25 d'agost del 2004, a l'observatori europeu de la Silla, a Xile, i els seus principals descobridors són: Nuno Santos, François Bouchy, Michel Mayor i Francesco Pepe. El mètode que es va utilitzar per a descobrir-lo, la velocitat radial, consisteix a mesurar la influència gravitacional del planeta en el seu estel, cosa que va fer servir el precís espectrògraf HARPS (High Accuracy Radial Velocity Planet Searcher), que en català seria: Cercador de planetes amb velocitat radial de gran precisió, per a trobar-lo.

## Característiques
μ Ara té una massa mínima de 0,03321 masses jovianes o, cosa que és el mateix, 10,55 masses terrestres, cosa que s'assembla en certa manera a la massa de Neptú, o a la d'altres planetes extrasolars, com 55 del Cranc e, a 40,9 anys llum de distància a la Terra. Comptant les estimacions del semieix major del planeta, concretament de 0,09094 ua i la seva massa, això donaria lloc a un planeta del tipus Neptú ardent, és a dir, un planeta similar en grandària i massa a Neptú, orbitant a una distància pròxima al seu estel, cosa que fa que se sobreescalfi, en el cas d'aquest planeta, per sobre dels 900 K, cosa que amb Neptú no passa, ja que està a una llunyania considerable al Sol. A causa de la distància a l'estrella al voltant de la qual orbita, el seu període orbital és molt reduït comparat amb el de la Terra, concretament, és de 9,6386 dies, que serien aproximadament 0,0264 anys. La seva excentricitat orbital, relativament gran, és de 0,172, semblant a la del primer planeta del sistema solar, Mercuri. Com la majoria dels planetes extrasolars, no se sap el tipus d'aquest, però, comptant diversos factors, 14 masses terrestres és el màxim per a un planeta tel·lúric, i, com la seva massa és inferior a aquesta, hi ha la possibilitat que sigui terrestre, i a més a més, l'abundància de metalls en el seu estel, comparada amb el Sol, reforça les possibilitats que sigui un planeta rocós, però, comptant el factor de la distància a la qual es troba el planeta de l'estel al voltant del qual orbita, és molt poc probable que hi hagi ejeccions de massa coronal, factor que juga a favor que sigui un cos gasós. Pel fet que no s'ha pogut observar mai directament a causa de les eines de les quals es disposa, se'n desconeixen certes dades, com l'albedo, és a dir, la quantitat de llum que reflecteix un cos, o la seva densitat.
Coordenades:  17h 44m 08,7s; −51° 50′ 03″